# Skemman
Skemman.is (2007-) — це електронна цифрова бібліотека наукових публікацій Ісландії. В даний час сховищем працює Національна та університетська бібліотека Ісландії в Рейк'явіку. Дописувачами контенту є Аграрний університет Ісландії, Університет Біфросту, Університетський коледж Холар, Академія мистецтв Ісландії, Національна та університетська бібліотека Ісландії, Університет Рейк'явіка, Університет Акурейрі та Ісландський університет.

## Дивитися також
- Бібліотеки Ісландії
- ЗМІ Ісландії

## Подальше читання
- A. Agnarsdóttir та ін. (2008), Two Icelandic open access repositories, Sciecom Info, Lund: Nordic Baltic Forum for Scientific Communication. (4), ISSN 1652-3202, архів оригіналу за 26 червня 2021, процитовано 26 червня 2021